# Girl Germs
Girl Germs foi um fanzine criado por Allison Wolfe e Molly Neuman, que na época eram duas estudantes da Universidade de Oregon. Mais tarde, essas duas garotas foriam a banda Bratmobile.
No começo dos anos 90, o feminismo era um movimento importante no noroeste do pacífico: E o Girl Germs anunciou uma explosão de fanzines que acompanharam o renascimento do feminismo. Entre esses fanzines, estavam o "Ms America", "Satan Wears A Bra", "Fantastic Fanzine", "I (heart) Amy Carter", e muitos outros.
Entre as pessoas que contribuiram para o fanzine estavam Kathleen Hanna; Jean Smith (do Mecca Normal); Sue P. Fox; Kaia Wilson; G.B. Jones, Jena von Brücker, Caroline Azar, Johnny Noxzema e Red, todos editores do Double Bill; e a guitarrista Erin Smith (que mais tarde tornou-se guitarrista do Bratmobile).
O fanzine também já entrevistou bandas como Calamity Jane, Unrest, 7 Year Bitch, Jawbox e Fastbacks.

## Citações
- "Os dois primeiros volumes foram bastante engraçados. O próximo já ficou mais sério. Para mim, é bem difícil olhar para esses fanzines agora, eu fico tão envergonhada! Eu nunca fui uma escritora muito focada." - Allison Wolfe, no fanzine.

- "Nós estamos ajudando a abrir a cabeça do público masculino. Tipo, 'Oh, nossa, você é uma mulher e você sabe tocar!' Mas a coisa é tipo assim, Sério!" - Selene, da banda Seven Year Bitch, falando sobre sexismo na música (18º volume).

- "Citação na música Gutless da banda Hole: "Girl Germs eat your little virus".